# 澤登翠
澤登 翠（さわと みどり）は、日本の無声映画の活動弁士。東京都出身。
法政大学文学部哲学科卒業後、1972年、松田春翠の門下生となる。その後、国内はもとよりフランス、アメリカ合衆国等、世界的に活動するようになる。日本独自の弁士の存在を日本国内だけでなく国外でアピール。澤登翠一門を率い、現代の活弁士の育成に努め、活躍の場の拡大を図っている。

## 出演番組
- ワイドショー今（読売テレビ）

## 国外公演における活動
国外活動においては、1988年にフランスのアヴィニョン映画祭で阪東妻三郎主演作品の弁士を務め、その後、ニューヨーク、ロサンゼルス、サンパウロなどでの公演や、ローマのポルデノーネ無声映画祭、ベルギーでのアントウェルペン映画祭等多くの映画祭で活動している。
- 主な映画祭
  - オランダロッテルダム『ヴォイス・フェスティバル』（弁士）
  - ドイツオーバーハウゼン短篇映画祭（弁士）
  - フランスエヴルーでの『映像演劇祭』（弁士）
  - シカゴ国際映画祭（弁士）
  - ソウル国際女性映画祭（弁士）
  - サンフランシスコ無声映画祭（弁士）

## 受賞歴[1]
- 1990年、日本映画ペンクラブ賞
- 1995年、日本映画批評家大賞 ゴールデングローリー賞
- 2000年、第24回山路ふみ子映画賞 山路ふみ子文化財団特別賞受賞
- 2002年、芸術祭賞優秀賞(演芸部門)「澤登翠活弁30周年記念公演“THE活弁”」
- 2013年 文化庁映画賞(映画功労部門)

## 著書
- 澤登 翠『活動弁士 世界を駆ける』東京新聞出版局、2002年12月26日。ISBN 9784808307769。